# Thielbek
|  | Per a altres significats, vegeu «SS Thielbek». |

El Thielbek era un afluent del riu Alster al barri de Neustadt de l'estat d'Hamburg a Alemanya. La seva font es trobava al mercat Großneumarkt i desembocava a l'Alster al carrer Admiralitätsstraße. S'ha terraplenat.
SS Thielbek també és el nom d'un vaixell mercant embarcació malaventuròs què a la fi de la segona guerra mundial, després de l'Operació Anníbal, els SS van carregar-lo de presoners del camp de concentració de Neuengamme.